# Polje, Dugi otok
Koordinati:   44°08′02″N, 14°51′45″E
Polje je zaselek na Dugem otoku (Hrvaška).

## Geografija
Polje leži na severozahodnem delu otoka ob dnu zaliva Čuna med naseljema Verunić in Veli Rat.